# Сводка новостей (фильм, 1920)
«Сводка новостей» (англ. Round-Up) — американский комедийный вестерн Роско Арбакла 1920 года, режиссёра Джорджа Мелфорда.
Сценарий к фильму написал Эдмунд Дэй и Том Форман, по пьесе, в которой блистали на сцене Бродвея двоюродный брат Роско Арбакла Майкл Арбакл и Юлия Дина в 1907 году. Именно Майкл придумал знаменитую фразу, которая используется в рекламе фильма «Никто не любит толстяков». Первый полнометражный фильм Роско Арбакля.

## Сюжет
Зототоискатель Дик Лейн и Эко Аллен были помолвлены и договорились о свадьбе. В назначенное время Дик не вернулся из путешествия, потому что его ограбили и ранили. В день, когда была назначена свадьба Дик все же появился в городе. Друг Дика Джек Пэйсон, давно добивавшийся руки Эко, решает избавиться от конкурента. Дик должен был ему три тысячи долларов, и Джек договорился о том, что простит долг, если он откажется от своей невесты и покинет город. Эко Джек сообщил, что Дик погиб в пустыне от рук индейцев и не вернется.
Случайным свидетелем сделки стал бандит Бак Макки. Преступник решил шантажировать Джека Пэйсона, тем что раскроет секрет сделки. За это Джек должен был обеспечить ему алиби на то время, когда бандит ограбил золотоискателя. В этой запутанной истории разбирается местный шериф Слим Гувер. Шериф выводит на чистую воду бандита. Однако Эко не верит рассказу Джека и требует, чтобы он нашел Дика Лейна живого или мёртвого. Джек отправляется на поиски Дика, а вслед за ним едет шериф. Когда Джек находит Дика, то именно в этом месте происходит стычка банд индейцев и мексиканцев, за которыми давно охотился шериф Гувер. В стычке Дик получает смертельное ранение и только в последний момент их спасает подоспевшая кавалерия армии США. Умирающий Дик успевает при свидетелях сказать о том, что не имеет претензий к Джеку.

## В ролях
- Роско (Толстяк) Арбакл — Слим Гувер
- Мейбл Жюльенна Скотт — Эко Ален
- Ирвинг Каммингс — Дик Лейн
- Том Форман — Джек Пэйсон
- Джин Экер — Полли Хоп
- А. Эдвард Сазерленд — Бад Лейн
- Уоллес Бири — Бак МакКи
- Джейн Вульф — Джозефин
- Бастер Китон — индеец (не указан в титрах)[2]